# Теория блуждания разума
Блуждание разума (англ. mind-wandering) — это когнитивный феномен, при котором внимание человека непроизвольно переключается с текущей задачи на внутренние мысли, не связанные с выполняемой деятельностью. Этот процесс может происходить как осознанно, так и неосознанно, и, согласно исследованиям, занимает значительную часть повседневной ментальной активности человека. Блуждание разума может как снижать эффективность деятельности, так и способствовать креативности и планированию будущего.

## История вопроса

#### Ранние исследования
Внимание и его отвлечения изучались в психологии с конца XIX века, однако систематическое исследование феномена блуждания разума как самостоятельного объекта началось только в XXI веке. В англоязычной литературе термин mind-wandering закрепился благодаря работам Джонатана Скулера и Джонатана Смолвуда. Они определили блуждание разума как «ситуацию, в которой исполнительный контроль смещается от основной задачи к обработке личных целей и мыслей, часто без осознания этого процесса».

#### Современные исследования
В России систематические исследования блуждания разума начались в 2010-х годах, в основном в рамках когнитивной психологии и нейропсихологии. В отечественных работах акцент делается на влиянии блуждания разума на учебную деятельность, профессиональную эффективность и нейрофизиологические основы этого феномена.

## Основные теории
В современной литературе выделяют четыре основные гипотезы, объясняющие причины и механизмы блуждания разума:
1. Гипотеза текущих забот — внимание переключается на наиболее значимые для человека внутренние переживания или нерешённые задачи.
2. Гипотеза отделения (decoupling) — внутренний поток мыслей конкурирует за ресурсы внимания с внешней задачей, что приводит к отвлечению.
3. Гипотеза сбоя исполнительного контроля — блуждание разума возникает из-за неспособности поддерживать фокус внимания на задаче.
4. Гипотеза мета-осознания — способность осознавать факт отвлечения и возвращать внимание к задаче.
Когнитивные и нейрофизиологические механизмы
- Блуждание разума связано с нарушением исполнительного контроля и перераспределением когнитивных ресурсов[5]. Данное состояние может наступать из-за ослабления контроля, например, когда человек устает, тогда мысли о внутренних переживаниях могут начать доминировать над действием, которое в данный момент выполняет человек.[6] Если говорить о перераспределение когнитивных ресурсов, то здесь акцент на сложности выполнении задачи. Когда действие требует много усилий, мы больше сконцентрированы, но если задача простая или доведена до автоматизма, то люди с большей вероятностью уходят в свои мысли.[5]

Эмпирические данные
- Около 30-50 % времени бодрствования человек проводит в состоянии блуждания разума[7].
- Блуждание разума чаще возникает при выполнении монотонных, малозначимых или длительных задач.
- Индивидуальные различия (объем рабочей памяти, уровень саморегуляции) влияют на склонность к блужданию разума[5] .

#### Методы исследования
- Самоотчеты и опросники (например, метод случайных сигналов).
- Экспериментальные когнитивные задачи с зондами внимания[3].
- Нейрофизиологические методы (фМРТ, ЭЭГ) для изучения активности дефолтной сети мозга[2].

## Проявление блуждания разума

### Причины
- Монотонная или рутинная деятельность.
- Недостаточная мотивация или интерес к задаче.
- Усталость, стресс, эмоциональное напряжение.

### Влияние на деятельность
Зачастую описывают с негативной точки зрения, а точнее:
- Снижение производительности, увеличение числа ошибок .
- Риск для безопасности в профессиях, требующих постоянного внимания (операторы, водители, охранники).
- Ухудшение учебных результатов у школьников и студентов.
- Положительные аспекты[1][2]:
- Способствует креативности, генерации новых идей и планированию будущего.

## Критика и нерешённые вопросы
- Вопрос о том, всегда ли блуждание разума негативно сказывается на деятельности, остаётся открытым: в ряде случаев оно способствует творческим решениям и психологической адаптации &
- Методологические сложности: самоотчеты могут быть субъективны, лабораторные задачи — не всегда можно переносить на реальную жизнь.
- Не до конца изучены культурные и возрастные различия в проявлениях и функциях блуждания разума.